# ۱۴۰۹ (میلادی)
۱۴۰۹ (میلادی) هزار و چهارصد  و نهمین سال تقویم میلادی است.

## زادگان
- ۱ اکتبر – کارل هشتم سوئد، سیاست‌مدار سوئدی